# Oxyclaenus
Oxyclaenus is een geslacht van uitgestorven hoefdierachtige zoogdieren behorend tot de Oxyclaeninae die in het Paleoceen in Noord-Amerika leefden.

## Fossiele vondsten
Fossielen van Oxyclaenus zijn gevonden in de Verenigde Staten en de vondsten dateren uit de North American Land Mammal Ages Puercan en Torrejonian, de tweede eerste delen van het Paleoceen in Noord-Amerika. In het Torrejonian werd Oxyclaenus vervangen door arctocyoniden behorend tot de Chriacinae en Arctocyoninae.

## Kenmerken
Oxyclaenus had het formaat van een marter of civetkat. Dit dier had een primitief gebit, zelfs vergeleken met verwante tijdgenoten.